# Quy tắc đặt dấu thanh của chữ Quốc ngữ
Việc đặt dấu thanh trong chữ Quốc ngữ tuân thủ một số quy tắc. Hiện nay, có ít nhất 2 quan điểm về cách đặt dấu thanh và mỗi quan điểm đều có một số nhà ngôn ngữ học ủng hộ.

## Đặt dấu thanh cũ và mới
Hiện nay có 2 quan điểm về cách đặt dấu thanh thường được gọi là "kiểu cũ" và "kiểu mới". Trong đời sống, ví dụ như trong các bộ gõ tiếng Việt, hiện vẫn tồn tại 2 cách đặt dấu thanh. Ví dụ: "hòa" là một cách đặt dấu thanh khác cho "hoà", trong đó, "hòa" còn gọi là cách đặt dấu thanh "cũ". Bảng sau liệt kê các trường hợp mà 2 cách đặt dấu thanh khác nhau:
| "Cũ"               | "Mới"              |
| ------------------ | ------------------ |
| òa, óa, ỏa, õa, ọa | oà, oá, oả, oã, oạ |
| òe, óe, ỏe, õe, ọe | oè, oé, oẻ, oẽ, oẹ |
| ùy, úy, ủy, ũy, ụy | uỳ, uý, uỷ, uỹ, uỵ |

### Kiểu cũ
Quy tắc "kiểu cũ" có phần căn cứ trên nhãn quan, giữ vị trí dấu ở giữa hay gần giữa mỗi từ cho cân bằng. 
1. Nếu có một nguyên âm thì dấu đặt ở nguyên âm: á, tã, nhà, nhãn, gánh, ngáng
2. Nếu là tập hợp 2 nguyên âm (nguyên âm đôi) thì đánh dấu ở nguyên âm đầu. Tập hợp 3 nguyên âm (nguyên âm ba) hoặc 2 nguyên âm + phụ âm cuối thì vị trí dấu chuyển đến nguyên âm thứ nhì. Ví dụ như: 
  - "òa" hay "tòa" thì dấu huyền đặt trên chữ "o". Nhưng nếu "toàn" thì dấu chuyển đến "a".
  - "ủy" hay "thủy" thì dấu hỏi đặt trên "u". Nhưng nếu "khuỷu" thì dấu chuyển đến "y".
3. Ngoại lệ là chữ "ê" và "ơ" chiếm ưu tiên, bất kể vị trí. Ví dụ như: 
  - "thuở", nếu căn cứ vào lệ kể trên thì dấu hỏi đặt ở chữ "u" nhưng có "ơ" thì chuyển sang "ơ".
  - "chuyện", nếu căn cứ vào lệ kể trên thì dấu nặng đặt ở chữ "y" nhưng có "ê" thì chuyển sang "ê".

Kiểu cũ dựa trên những từ điển từ trước năm 1950 nên "gi" và "qu" được coi là một mẫu tự riêng. Vì vậy, "già" và "quạ" không phải là nguyên âm đôi "ia" hay "ua" mà là "gi" + "à" và "qu" + "ạ". Nếu viết nguyên âm đôi "ia" với phụ âm "gi" thì sẽ viết là "giặt gịa" và đọc là dịa [zḭʔə˨˩]).

### Kiểu mới
Quy tắc "kiểu mới" căn cứ trên ngữ âm học muốn đối chiếu chữ và âm. Quy tắc đó như sau:
1. Với các âm tiết [-tròn môi] (âm đệm /ʔ/, còn được gọi là âm "zero") có âm chính là nguyên âm đơn: Đặt dấu thanh điệu vào vị trí của chữ cái biểu diễn cho âm chính đó. Ví dụ: á, tã, nhà, nhãn, gánh, ngáng, ...
2. Với các âm tiết [+tròn môi] (âm đệm /w/, được biểu diễn bằng "o", "u") có âm chính là nguyên âm đơn thì cũng bỏ dấu thanh điệu vào vị trí chữ cái biểu diễn cho âm chính. Ví dụ: hoà, hoè, quỳ, quà, quờ, thuỷ, nguỵ, hoàn, quét, quát, quỵt, suýt, ...
3. Với các âm tiết có âm chính là nguyên âm đôi:
  - Nếu là âm tiết [-khép] (nguyên âm được viết là: iê, yê, uô, ươ; âm cuối được viết bằng: p, t, c, ch, m, n, ng, nh, o, u, i) thì bỏ dấu lên chữ cái thứ 2 trong tổ hợp 2 chữ cái biểu diễn cho âm chính. Ví dụ: yếu, uốn, ườn, tiến, chuyến, muốn, mượn, thiện, thuộm, người, viếng, muống, cường, ...
  - Nếu là âm tiết [+khép] (nguyên âm được viết là: ia, ya, ua, ưa) thì nhất loạt bỏ dấu vào vị trí chữ cái thứ nhất trong tổ hợp 2 chữ cái biểu diễn cho âm chính. Ví dụ: nghĩa, tủa, cứa, thùa, khứa, ...
4. Trường hợp đặc biệt của “qu” và “gi” (ngoại trừ chính chữ “gi”, dấu được đặt ngay trên chữ “i”) vì bản thân qu” và “gi” được coi là phụ âm nên nguyên âm ngay sau đó mới được tính là nguyên âm thứ nhất.Từ đó mới áp dụng các qui tắc khác.

Ý kiến và quan điểm
Những người ủng hộ cách bỏ dấu theo qui tắc cho rằng vì oa, oe, uy được kí âm bằng kí hiệu ngữ âm quốc tế là /wa/, /wɛ/, /wi/ nên phải bỏ dấu vào chữ a, e và i.
Thêm vào đó, theo cách bỏ dấu gọi là kiểu này dù bất cứ khi nào từ có sự biến đổi thì vị trí dấu thanh cũng không đổi.
| Chú ý               | Theo cách "mới", vị trí dấu thanh không hề thay đổi                                                                             |
| ------------------- | --- |
| OA dấu thanh trên A | xoá nhoà, hoà hoãn, hoả hoạn, hoạt hoạ, thoái thoát, loáy hoáy, loảng xoảng, ngoáo ộp, ngoảnh nhìn, ...                         |
| OE dấu thanh trên E | loè loẹt, nhoè nhoẹt, oẹ mửa, ngoẹo cổ, nhoẻn cười, ...                                                                         |
| UY dấu thanh trên Y | tuý luý, quỵ luỵ, nguỵ biện, nhuỵ hoa, huých vai, nguýt yêu, tên huý, huýt còi, xe buýt, suýt soát, huỳnh huỵch, khuỷu tay, ... |

Trong khi đó, những người ủng hộ cách bỏ dấu kiểu "cũ" thì cho rằng cách lí luận như trên là thiếu cơ sở vì kí hiệu ngữ âm quốc tế là để biểu thị cách phát âm chứ không phải biểu thị cách viết, do đó, không thể dùng để quyết định là cách bỏ dấu kiểu "mới" là đúng hơn. Thêm vào đó, kí hiệu ngữ âm quốc tế mới chỉ được phát triển vào cuối thế kỉ XIX, trong khi chữ Quốc Ngữ đã được phát triển hoàn toàn độc lập và không ngừng thay đổi từ thế kỉ XVII. Do đó, theo những người ủng hộ cách bỏ dấu kiểu "cũ", việc dùng IPA để quyết định xem tiếng Việt phải bỏ dấu thế nào là bất hợp lí. Những người này còn cho rằng mặc dù kí hiệu ngữ âm quốc tế là phương pháp biểu thị cách phát âm phổ dụng nhất nhưng không có nghĩa là cách biểu thị cách phát âm duy nhất cũng như không phải là cách biểu thị cách phát âm chính xác nhất, vì vậy, không có lí gì lại sử dụng nó làm chuẩn để quyết định cách bỏ dấu tiếng Việt mà không phải là một trong các phương pháp biểu thị cách phát âm khác.
Trên quan điểm ngôn ngữ là do con người tạo nên và luôn biến đổi theo nhu cầu của con người, những người ủng hộ cách bỏ dấu kiểu "cũ" còn chỉ trích những người ủng hộ cách bỏ dấu kiểu "mới" là đang cố phức tạp hoá tiếng Việt gây khó khăn không cần thiết (mặc dù thực tế, kiểu mới này có nguyên tắc chặt chẽ hơn và không có sự thay đổi về vị trí đặt dấu dù cho chữ có bị biến đổi như đã nói ở trên, nên nó sẽ hợp lí, logic và dễ học hơn) nhất là trong giảng dạy học sinh Tiểu học cũng như trong việc phát triển thuật toán và xử lí tiếng Việt trên máy vi tính. Họ còn cho rằng, thêm một quy tắc như trên không đem lại gì cho tiếng Việt nói chung và chữ Quốc ngữ nói riêng, do đó là hoàn toàn không cần thiết. Họ lấy dẫn chứng cho quan điểm của mình là việc chữ Quốc ngữ từ khi được phát triển vào thế kỉ XVII đến nay đã trải qua rất nhiều thay đổi mà vẫn giữ kiểu bỏ dấu này. Những người ủng hộ qui tắc mới thì cho rằng chính vì thế nên cách bỏ dấu mới này cũng là một sự thay đổi khá hợp lí để cải tiến thêm tiếng Việt hiện đại. 
Tất nhiên vẫn còn nhiều tranh cãi xoay quanh vấn đề này, nhưng hiện tại vẫn đang tồn tại song hành cả 2 kiểu bỏ dấu này trong hệ thống tiếng Việt, các trình soạn thảo trên máy tính cũng đã có thể cho người dùng tùy chọn cách bỏ dấu phù hợp với mình.

## Sử dụng
Đến năm 2022, các sách giáo khoa ở Việt Nam đặt dấu thanh theo "kiểu mới" (Hoá học thay vì Hóa học).